# تغيير مسارات
تغيير المسارات (بالإنجليزية: Changing Lanes)‏ هو فيلم دراما وإثارة أمريكي. وهو من إخراج روجر ميشيل وبطولة بن أفليك وصامويل جاكسون. يروي الفيلم قصة محامي شاب ناجح في وول ستريت (أفليك) يصطدم بسيارته عن طريق الخطأ بسيارة يقودها بائع تأمين كحولي يتعافى، وفي منتصف العمر (جاكسون). بعد أن غادر المحامي مكان الحادث، يحاول الرجلان العودة إلى بعضهما البعض، والانخراط في مجموعة متنوعة من الأعمال غير الأخلاقية وغير القانونية التي ينتهي بها الأمر إلى إحداث تأثير كبير على حياة كل رجل.
تم إصدار الفيلم في 12 أبريل 2002 في أمريكا الشمالية بواسطة باراماونت بيكتشرز. تمت مراجعة الفيلم بشكل إيجابي من قِبل النقاد وحقق نجاحًا في شباك التذاكر، حيث حقق ما يقرب من 95 مليون دولار مقابل ميزانية قدرها 45 مليون دولار. ترشح كلٍ من الكاتبين تشاب تايلور ومايكل تولكين لجائزة جمعية واشنطن العاصمة لنقاد السينما لأفضل سيناريو أصلي.

## القصة
في مدينة نيويورك، يهرع رجلان إلى المحكمة. أحدهما، بائع تأمين أسود البشرة وفي منتصف العمر يُدعى دويل جيبسون، مدمن كحول يتعافى يحضر اجتماعات مدمني الكحول المجهولين ليبقي متيقظًا، في طريقه إلى جلسة استماع للمطالبة بالحضانة المشتركة لأبنائه مع زوجته المنفصلة عنه. الآخر، محامٍ شاب أبيض البشرة وناجح في وول ستريت يُدعى جافين بانيك، يسارع إلى تقديم وثيقة صلاحية تعيين لإثبات أن رجلًا ميتًا نقل ملكية مؤسسته لمكتب محاماة بانيك. يُشتت انتباه بانيك أثناء قيادته في طريق إف دي آر وتصطدم سيارته المرسيدس-بنز سي إل كيه 430 2000 بسيارة جيبسون التويوتا كورولا 1988. يحاول بانيك تجاهل جيبسون بشيك على بياض، بدلاً من تبادل معلومات التأمين، وبالتالي مخالفة القانون. يرفض جيبسون قبول الشيك ويعبر عن رغبته في "القيام بذلك بشكل صحيح"، لكن بانيك، والذي لا تزال سيارته قابلة للقيادة، يصر على المغادرة فورًا. يترك جيبسون عالقًا، ويقول له، "حظًا أفضل في المرة القادمة". بعد وصوله إلى المحكمة متأخرًا، يعلم جيبسون أن القاضي حكم ضده في غيابه، وأعطى وصاية وحيدة على الصبية لزوجته وسمح لها بالمضي قدمًا في خطة الانتقال إلى أوريغون، ولم يكن يعلم أبدًا أن جيبسون كان على وشك شراء منزل محليًا ومنحه لزوجته وأطفاله كجزء من جهوده لجعل الحضانة المشتركة قابلة للتطبيق للجميع.
عندما يصل بانيك إلى المحكمة، يدرك أنه أسقط القوة الحاسمة لملف التعيين في مكان الحادث، ويمنحه القاضي مهلة حتى نهاية اليوم لاستعادته. كان جيبسون، الذي حصل علي الملف، حائرًا، رافضًا في البداية إعادة الملف. يذهب بانيك، مستميتًا لاستعادة أوراقه، إلى "حلال مشاكل"، هاكر كمبيوتر سيئ السمعة، ويجعله يوقف رصيد جيبسون، مما يقضي على فرصة جيبسون للحصول على قرض منزل لإبقاء عائلته معًا. يُصاب جيبسون بالقلق عندما يكتشف أن رصيده قد دُمر ويقترب من الشرب مرة أخرى. مصممًا على العودة إلى بانيك، قام جيبسون بإزالة عدة صواميل من إحدى عجلات بانيك، ويعاني بانيك من بعض الإصابات الطفيفة بعد تحطم سيارته على الطريق السريع. يذهب بانيك الغاضب إلى المدرسة الابتدائية لأطفال جيبسون ويخبر مسؤولي المدرسة أن جيبسون يخطط لخطف الأولاد، لذلك يتم القبض على جيبسون وسجنه. أبدت زوجته الغاضبة عزمها المضي قدمًا في اصطحاب أبنائها إلى أوريغون وتقول إن جيبسون لن يراهم مرة أخرى أبدًا.
بدأ كلا الرجلين، المتأثرين بعواقب أفعالهما، في إعادة النظر في رغبتهما في الانتقام ويحاولان إيجاد مخرج. على الرغم من أنه يبدو من غير المُحتمل أن يحقق أي منهما ما كان يأمله، فإن كلاهما عازم على التسليم وفعل ما هو صواب، فيعتذران لبعضهما البعض. يعيد جيبسون الملف الذي يحتوي على صلاحية التعيين، والتي علم بانيك منذ ذلك الحين أنه تم الحصول عليها بشكل غير قانوني، ويستخدمها لابتزاز رئيسه لإدارة الأعمال بأمانة والحصول على الموافقة لتمثيل جيبسون مجانًا لحل مشاكله القانونية. كما يزور بانيك زوجة جيبسون ويطلب منها أن "تمنحني خمس دقائق." في اليوم التالي، بينما كان جيبسون سائرًا، يلاحظ زوجته وأبنائه يقفون في الجهة المقابلة من الشارع ويبتسمون له.

## فريق التمثيل
- بن أفليك في دور جافين بانيك
- صامويل إل. جاكسون في دور دويل جيبسون
- كيم ستاونتون في دور فاليري جيبسون
- توني كوليت في دور ميشيل
- سيدني بولاك في دور ستيفن ديلانو
- تينا سلون في دور السيدة ديلانو
- ريتشارد جينكينز في دور والتر أرنيل
- عقيل والكر في دور ستيفن جيبسون
- كول هوكينز في دور داني جيبسون
- إيلين جيتز في دور إلين
- جينيفر دونداس لوي في دور مينا دن
- مات مالوي في دور رون كابوت
- أماندا بيت في دور سينثيا بانيك
- بروس ألتمان في دور جو كوفمان
- جو جريفاسي في دور القاضي كوسيل
- أنجيلا غوتالس في دور سارة وندسور
- كيفين سوسمان في دور تايلر كوهين
- ويليام هيرت في دور الراعي
- جون بنجامين هيكي في دور كارلايل
- ديلان بيكر في دور فينش
- جوردن غيلبر في دور الكاهن
- أولجا ميريديز في دور السيدة ميلر
- جين هاوديشيل في دور ميس تيتلي

## وصلات خارجية
- تغيير المسارات على موقع IMDb (الإنجليزية)
- تغيير المسارات على موقع ميتاكريتيك (الإنجليزية)
- تغيير المسارات على موقع روتن توميتوز (الإنجليزية)
- تغيير المسارات على موقع نتفليكس (الإنجليزية)
- تغيير المسارات على موقع قاعدة بيانات الأفلام العربية
- تغيير المسارات على موقع ألو سيني (الفرنسية)
- تغيير المسارات على موقع Turner Classic Movies (الإنجليزية)
- تغيير المسارات على موقع أول موفي (الإنجليزية)
- تغيير المسارات على موقع بوكس أوفيس موجو (الإنجليزية)
- تغيير المسارات على موقع فيلمافينيتي (الإسبانية)